# Айвен Фукуа
Айвен Вільям Фукуа (англ. Ivan William Fuqua; нар. 9 серпня 1909 — пом. 14 січня 1994) — американський легкоатлет, який спеціалізувався в бігу на короткі дистанції.

## Із життєпису
Олімпійський чемпіон в естафеті 4×400 метрів (1932).
Ексрекордсмен світу в естафеті 4×400 метрів.
Чемпіон США з бігу на 400 метрів (1933, 1934).
По завершенні змагальної кар'єри, працював тренером в Університеті Коннектикуту.
Учасник Другої світової війни у складі військово-морських сил США.
Після війни, тривалий час (1947—1973) працював тренером в Браунському університеті.
Пізніше був співвласником та директором пляжного клубу в Род-Айленді.

## Основні міжнародні виступи
| Рік  | Змагання         | Місто        | Місце | Дисципліна |
| ---- | ---------------- | ------------ | ----- | ---------- |
| 1932 | Олімпійські ігри | Лос-Анджелес | 1     | 4×400 м    |